# Opel 30/50 PS
Der Opel 30/50 PS war ein PKW der Oberklasse, den die Adam Opel KG nur 1909 als Nachfolger des Modells 29/50 PS baute.

## Geschichte und Technik
Der Anfang 1909 vorgestellte 30/50 PS entsprach im Wesentlichen seinem ein halbes Jahr vorher eingestellten Vor-Vorgänger 32/50 PS, hatte aber einen um etwa 0,3 Liter kleineren Motor gleicher Leistung. Im Unterschied zum direkten Vorgänger 29/50 PS war der 30/50 PS wieder mit zwei unterschiedlichen Fahrgestellen mit den alten, großen Radständen zu ordern.
Der Motor war, wie beim Vorgänger, ein aus zwei Blöcken zusammengesetzter Vierzylinder-Blockmotor, allerdings nun mit 7698 cm³ Hubraum (Bohrung × Hub = 130 mm × 145 mm), der ebenfalls 50 PS (37 kW) bei 1500/min. leistete. Der seitengesteuerte Motor mit T-Kopf war wassergekühlt. Eine Zentrifugalpumpe war im Kühlmittelkreislauf eingebaut. Der Kolbenschiebervergaser besaß keine Vorwärmung mehr. Jeder Zylinder hatte zwei Zündkerzen, wobei jeweils eine von einer Batteriezündung und die jeweils andere von einer Magnetzündung gespeist wurde. Die Motorleistung wurde – wie beim Vorgänger 29/50 PS – über eine Metallkonuskupplung (Vor-Vorgänger 32/50 PS: Lederkonuskupplung), ein manuelles Vierganggetriebe und eine Kardanwelle an die Hinterachse weitergeleitet.
Der Rahmen war aus Stahlblech-U-Profilen zusammengesetzt. Die beiden Starrachsen waren an halbelliptischen Längsblattfedern aufgehängt. Die Rahmen waren wahlweise in zwei Radständen, 3200 mm oder 3700 mm, erhältlich. Die Betriebsbremse war als Innenbackenbremse ausgeführt, die auf die Getriebeausgangswelle wirkte. Die Handbremse wirkte auf die Trommeln an den Hinterrädern.
Der 30/50 PS war weiterhin als viersitziger Doppelphaeton, als viertürige Limousine und als ebensolches Landaulet verfügbar. Mit dem billigsten Aufbau (Doppelphaeton) kostete der Wagen 16.000 RM.
Der 30/50 PS wurde bis Ende 1909 gebaut. Dann löste ihn der größere und stärkere 28/70 PS ab.